# Championnat de Belgique masculin de basket-ball 2014-2015
Navigation
Saison précédente Saison suivante
La saison 2014-2015 du championnat de Belgique est le premier niveau du championnat oppose les onze meilleurs clubs de Belgique en un  championnat, puis via play-offs qui désignent le champion de Belgique.

## Clubs participants
| \| Alost Anvers Charleroi Liège Louvain Mons Ostende Pepinster Bruxelles Willebroek Hasselt \| Géolocalisation des clubs du championnat de Belgique |
| Alost Anvers Charleroi Liège Louvain Mons Ostende Pepinster Bruxelles Willebroek Hasselt                                                            |

| Clubs                  | Salles                        | Capacités    | Villes     |
| ---------------------- | ----------------------------- | ------------ | ---------- |
| Okapi Aalstar          | Zaal Forum                    | 2 800 places | Alost      |
| Port of Antwerp Giants | Lotto Arena                   | 5 218 places | Anvers     |
| Belgacom Spirou Basket | Spiroudôme                    | 6 300 places | Charleroi  |
| Liège Basket           | Country Hall du Sart Tilman   | 5 500 places | Liège      |
| Leuven Bears           | SportOase                     | 3 500 places | Louvain    |
| Belfius Mons-Hainaut   | Mons Arena                    | 4 000 places | Mons       |
| Telenet BC Ostende     | Sleuyter Arena                | 5 000 places | Ostende    |
| VOO Verviers-Pepinster | Halle du Paire                | 4 000 places | Verviers   |
| Excelsior Brussels     | Piscine de Neder-Over-Hembeek | 1 200 places | Bruxelles  |
| Kangoeroes Willebroek  | Sporthal de Schalk            | 1 000 places | Willebroek |
| Limburg United         | Sporthal Alverberg            | 1 730 places | Hasselt    |

## Compétition
Mise à jour : 10 avril 2015.
| N° | Club                   | G  | D  |
| -- | ---------------------- | -- | -- |
| 1  | Telenet BC Ostende     | 22 | 3  |
| 2  | Belfius Mons-Hainaut   | 15 | 10 |
| 3  | Limburg United         | 14 | 10 |
| 4  | Antwerp Giants         | 14 | 10 |
| 5  | Spirou Charleroi       | 13 | 12 |
| 6  | Okapi Aalstar          | 13 | 12 |
| 7  | VOO Verviers-Pepinster | 11 | 13 |
| 8  | Liège Basket           | 11 | 13 |
| 9  | Brussels Basketball    | 9  | 14 |
| 10 | Kangoeroes Willebroek  | 7  | 16 |
| 11 | Leuven Bears           | 4  | 20 |